# Anglicanisme
Cet article traite de la religion des anglicans. Pour les notions d'Église et d'institutions anglicanes, voir l'article Église d'Angleterre.
Cet article concerne l'Église protestante. Pour le rite catholique, voir Usage anglican.
L’anglicanisme est une confession chrétienne présente principalement au Royaume-Uni, dans les pays de culture anglophone, à la fois dans les anciennes colonies britanniques et sur les terres d'expatriation des Britanniques de par le monde.
Le mot « anglicanisme » fut pour la première fois employé au XIXe siècle. En dehors de l'Angleterre, les anglicans sont parfois appelés « épiscopaliens », c'est le cas notamment des Églises des États-Unis ou d’Écosse ; cela vient du fait que l’anglicanisme fonctionne selon un système épiscopal, contrairement aux autres confessions protestantes, plutôt presbytéro-synodales ou congrégationalistes.

L'origine de cette confession remonte à la décision du roi d'Angleterre Henri VIII, au XVIe siècle, de rompre avec le pape pour causes surtout politiques plutôt que théologiques via l'acte de suprématie (1534).

Le roi Henri VIII se sépare de Rome au XVIe siècle et fonde sa propre Église d'Angleterre.

La doctrine anglicane est énoncée dans les Trente-neuf articles (Bill of XXXIX articles) qui ont longtemps eu une valeur impérative. L'éventail entre les positions doctrinales est très large et donne lieu à de nombreuses classifications (Haute Église, Basse Église, broad church, anglo-catholicisme, anglicanisme évangélique…).
On appelle « Communion anglicane » un ensemble de plusieurs Églises autocéphales de théologie anglicane qui s'affirment en pleine communion (doctrinale, spirituelle, épiscopale, sacramentelle). La Communion anglicane mondiale représente environ 85 millions de fidèles. Le gouvernement de ses Églises est confié à des synodes auxquels participent évêques, clercs et laïcs élus.
Parfois présentées comme une via media (voie médiane) entre le catholicisme et le protestantisme, les Églises de la Communion anglicane se considèrent en continuité avec la succession apostolique et adhèrent aux principes théologiques issus de la Réforme protestante, notamment la centralité des Saintes Écritures et les célébrations liturgiques en langue vernaculaire.
Alors qu'elle a longtemps maintenu une coexistence apaisée entre ses courants divergents, la Communion anglicane est depuis la fin du XXe siècle soumise à de fortes tensions sur certaines questions, notamment l'ordination des femmes et la position par rapport à l'homosexualité.

## Étymologie

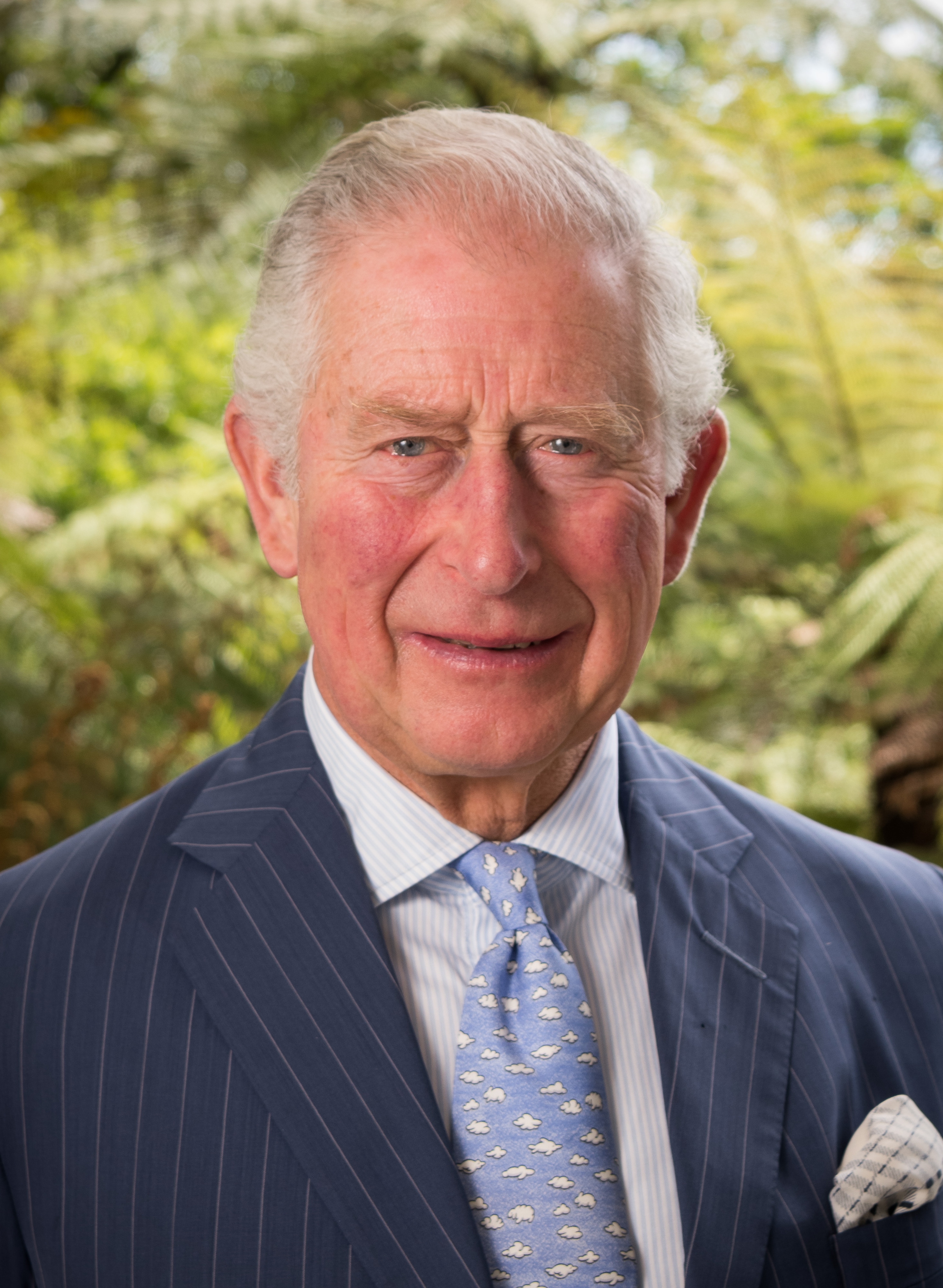
Charles III (roi du Royaume-Uni), roi du Royaume-Uni et gouverneur suprême de l'Église d'Angleterre.

Le mot « anglican » provient de l'expression latine médiévale ecclesia anglicana, attestée en 1246, qui signifie « église anglaise ». L'adjectif « anglicane » ainsi donné à l'Église d'Angleterre n'a donc pas été inventé par le roi Henri VIII. De plus, il n'est que peu utilisé au XVIe siècle pour désigner cette église : dans les textes législatifs se référant à l'église établie en Angleterre, on ne se préoccupe pas de la décrire ; Church of England est suffisant, bien que le terme « protestant » soit aussi utilisé dans les actes ayant trait à la succession des rois d'Angleterre et aux qualifications requises pour cette dignité. Dans l'Acte d'Union avec l'Irlande de 1800, qui crée une « Église unie d'Angleterre et d'Irlande », il est spécifié qu'il s'agit d'une « église protestante épiscopale », soulignant ainsi la différence avec la constitution presbytéro-synodale qui prévalait dans l’Église d'Écosse.
Le mot « anglicanisme » commence quant à lui à être utilisé au XIXe siècle.

## Histoire

### Fondation: le rôle de la monarchie britannique

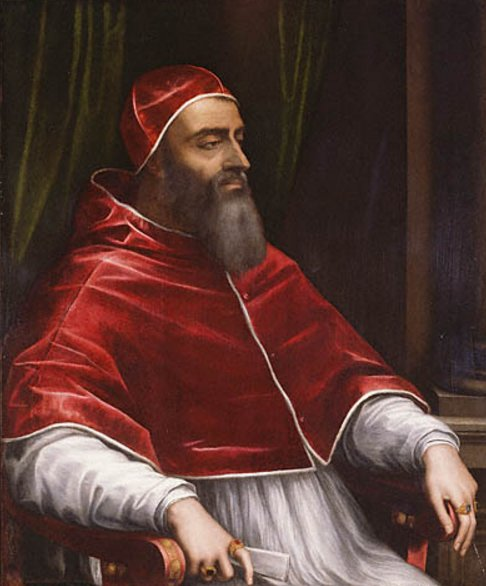
Clément VII refuse d'accorder l'annulation de mariage demandée par Henri VIII.

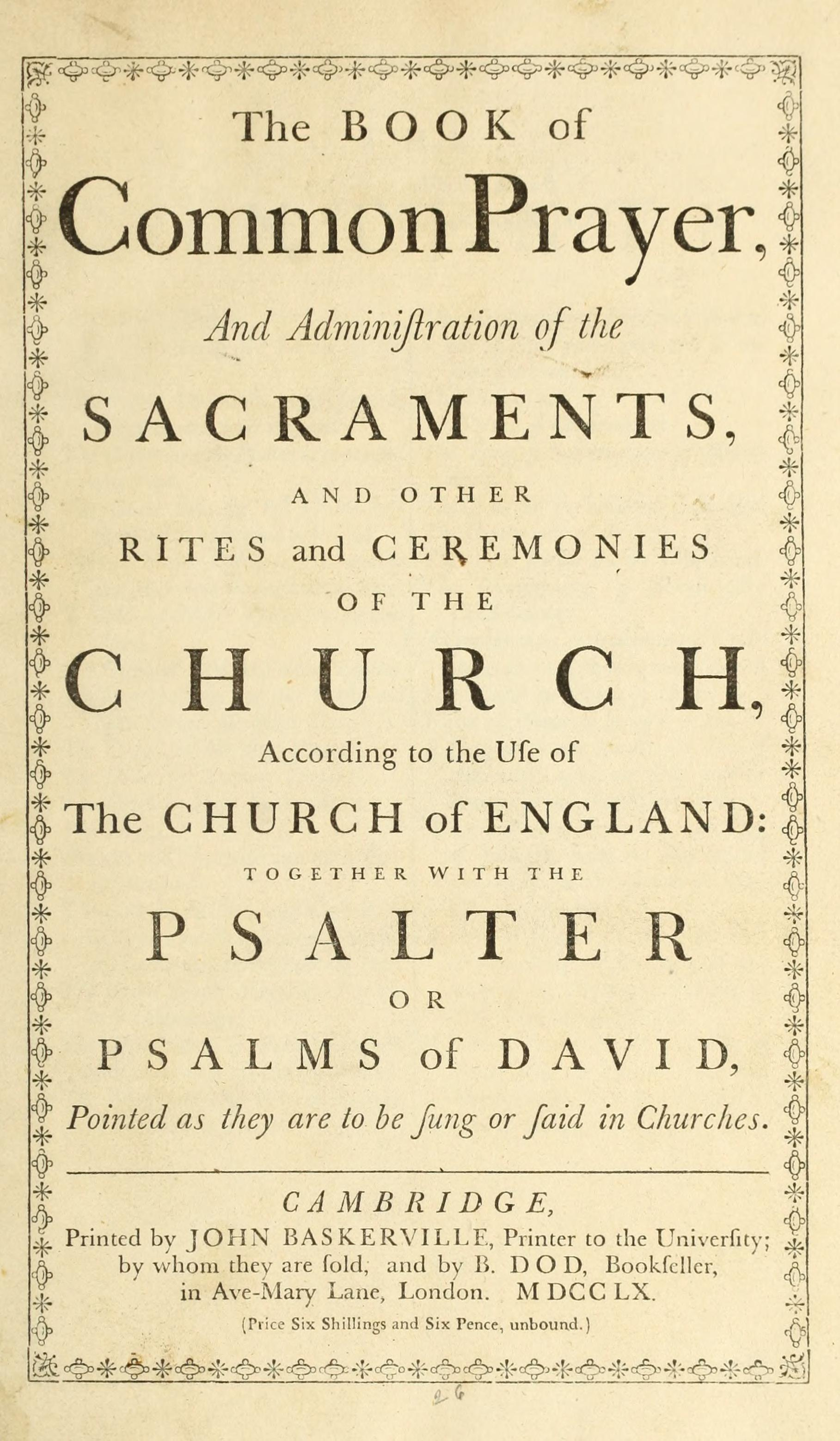
Le Livre de la prière commune en 1760.

Bien que les îles britanniques n'aient pas été à l'écart du bouillonnement d'idées qui agitait l'Europe au XVIe siècle, que ce soit par l'intermédiaire de clercs britanniques ou au travers d'influences importées du continent, la séparation entre l'Église d'Angleterre et la papauté tient moins à des querelles théologiques qu'à des considérations politiques.
Le roi d'Angleterre, Henri VIII, jusque-là soutien sans faille de la papauté, avait épousé en 1509 Catherine d'Aragon. Sans héritier mâle, et par ailleurs épris de sa maîtresse Anne Boleyn, il fait parvenir au pape en 1527 une demande d'annulation de son mariage. Ayant essuyé en 1530 un refus définitif de Clément VII, il se proclame l'année suivante alors « Chef Suprême de l'Église et du Clergé d'Angleterre » et rompt toute relation diplomatique avec Rome.
Le « divorce royal » peut alors être prononcé : dès que son union avec Catherine d'Aragon est invalidée par le nouvel archevêque de Cantorbéry, Thomas Cranmer, Henri VIII épouse sa favorite le 23 mai 1533.

Ce n'est cependant qu'en 1559, avec le Règlement élisabéthain, que la situation religieuse commence à se stabiliser en Angleterre et que l'anglicanisme prend véritablement forme, avec notamment l'introduction totale du Livre de la prière commune, qui trouve un point d'équilibre entre d'une part les tendances protestantes radicales qui s'étaient développées sous Édouard VI et se trouvaient contenues dans la seconde version du Book of Common Prayer (1552) et d'autre part le premier Prayer Book « catholique » conservateur de 1549. En 1662, sous le règne du roi Charles II, une nouvelle version révisée du Book of Common Prayer a été produite, acceptable pour les ecclésiastiques de la Haute Église comme pour au moins une partie des puritains ; il fait toujours autorité à ce jour.
Des églises sœurs sont fondées en Écosse et en Irlande sous Élisabeth Ire, mais elles ne s'y imposent pas contre d'une part le calvinisme écossais et d'autre part le catholicisme romain irlandais.

### Émergence de courants spirituels variés

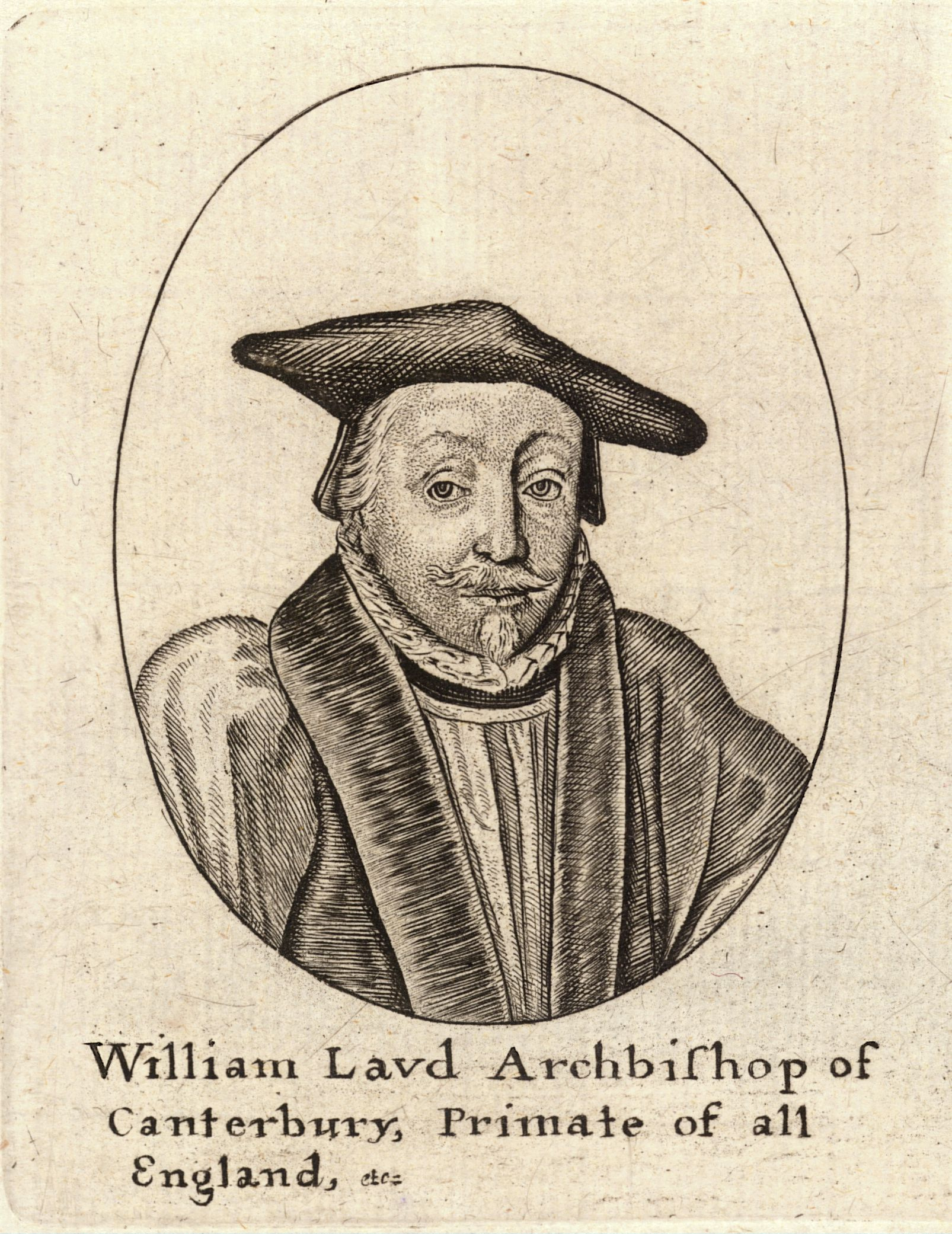
William Laud, archevêque de Cantorbéry de 1633 à 1640 essaiera en vain d'uniformiser l'anglicanisme.

De 1633 à 1640, l'archevêque de Cantorbéry William Laud va tenter de mettre en œuvre une politique d'uniformisation religieuse. Elle est rejetée par les non-conformistes, notamment par les puritains qui souhaitent parachever la Réforme en Angleterre. C'est une des causes de la première révolution anglaise. À partir de la restauration de la monarchie, deux groupes se font face dans l'anglicanisme : le mouvement Haute Église qui défend la reprise d'une politique d'uniformisation et le mouvement latitudinaire, dit Basse Église, qui souhaite une ouverture plus large, notamment en direction des non conformistes. De 1643 à 1648, le parlement anglais organise une série de rencontres à l'abbaye de Westminster afin de clarifier les questions du culte, de la doctrine, du gouvernement et de la discipline dans l'Église d'Angleterre. Parmi les fruits de cette assemblée de Westminster, la confession de foi de Westminster, confession de foi réformée suivant la tradition théologique calviniste, est rédigée en 1646 et largement adoptée par l'Église d'Angleterre, comme par l'Église d'Écosse. Elle aura une influence prépondérante sur les églises presbytériennes à travers le monde. La confession de foi calviniste fut néanmoins déclarée invalide par le parlement après la Restauration, sous le règne de Charles II en 1660.
Au cours du XVIIIe siècle et dans la première moitié du XIXe siècle, l'anglicanisme connaît une phase d'intense réveil religieux, qui voit l'émergence de l'évangélisme anglican mais aussi la fondation du méthodisme. À l'opposé, avec le mouvement d'Oxford une part des anglicans Haute Église se tourne vers une remise en valeur de la tradition apostolique et forme un nouveau mouvement, le mouvement d'Oxford (ou tractarianisme) qui devient ensuite l'anglo-catholicisme.
Enfin, dans la lignée du protestantisme libéral naissant, émerge un mouvement qui se dénomme Broad church.

### Formation de la Communion anglicane
Du XVIIe siècle au XIXe siècle, les églises anglicanes déploient une activité missionnaire de plus en plus importante. Les communautés érigées dans les colonies prennent progressivement leur indépendance et s'érigent en églises autonomes. Le souverain britannique n'occupe de fonction officielle que dans l'Église d'Angleterre (il en a également, à un degré moindre, dans l'Église d'Écosse, qui est une église presbytérienne et non anglicane).
Les structures de concertation entre les différentes églises anglicanes apparaissent progressivement : la première conférence de Lambeth a lieu en 1867 à l'instigation de l'archevêque de Cantorbéry Charles Thomas Longley. Une vingtaine d'années plus tard, les églises s'accordent sur quatre points fondamentaux qui forment une sorte de définition de l'identité anglicane. Ces accords, qui resteront sous le nom de quadrilatère de Chicago-Lambeth, forment également le socle des doctrines anglicanes en matière d'œcuménisme.

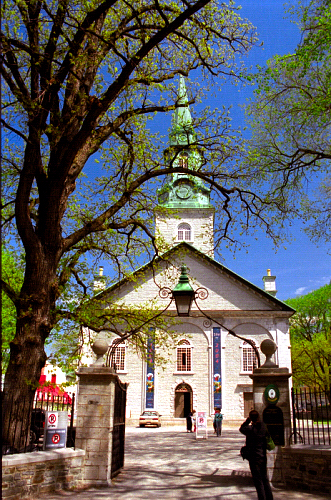
La cathédrale de la Sainte-Trinité de Québec, la première cathédrale anglicane en dehors des îles britanniques.

### La première cathédrale anglicane en dehors des îles britanniques
C'est au Canada, plus précisément dans la ville de Québec, que la première cathédrale anglicane en dehors des îles britanniques a été édifiée. Consacrée en 1804, il s'agit du premier édifice construit en dehors des îles britanniques afin d'être utilisé comme cathédrale anglicane. Deux officiers britanniques ont dessiné les plans de l'édifice,.

## Organisation des Églises et de la communion anglicane
Selon la liste des dénominations chrétiennes par nombre de fidèles (en), la confession anglicane regrouperait, en 2001, 110 millions de croyants, toutes dénominations confondues.

### Un fonctionnement synodal
Les différentes Églises qui constituent la Communion anglicane portent le nom de provinces ecclésiastiques et ont chacune leurs règles de fonctionnement propres. Il y a cependant de nombreux traits communs.
L'unité de référence est le diocèse, dirigé par un évêque nommé et contrôlé par un synode général.
Il comprend différentes paroisses organisées en doyennés. Chaque paroisse est prise en charge par un prêtre (en anglais priest), sous la responsabilité de l'évêque.
Une différence importante avec l'Église catholique romaine est qu'à tous les niveaux à partir du doyenné, le gouvernement de l'Église est confié à des synodes auxquels participent clercs et laïcs élus : synode de doyenné, synode diocésain, et enfin, le synode général qui concerne l'ensemble de la province. Ce dernier est tricaméral, avec une chambre des évêques, une chambre des clercs et une chambre des laïcs (exception faite de l'Église épiscopalienne des États-Unis, possédant deux chambres : la chambre des évêques et la chambre des députés - diacres, prêtres, laïcs). Suivant la nature des questions traitées, différents types de majorité sont requis, voire l'accord de l'évêque dirigeant le diocèse.

### La Communion anglicane

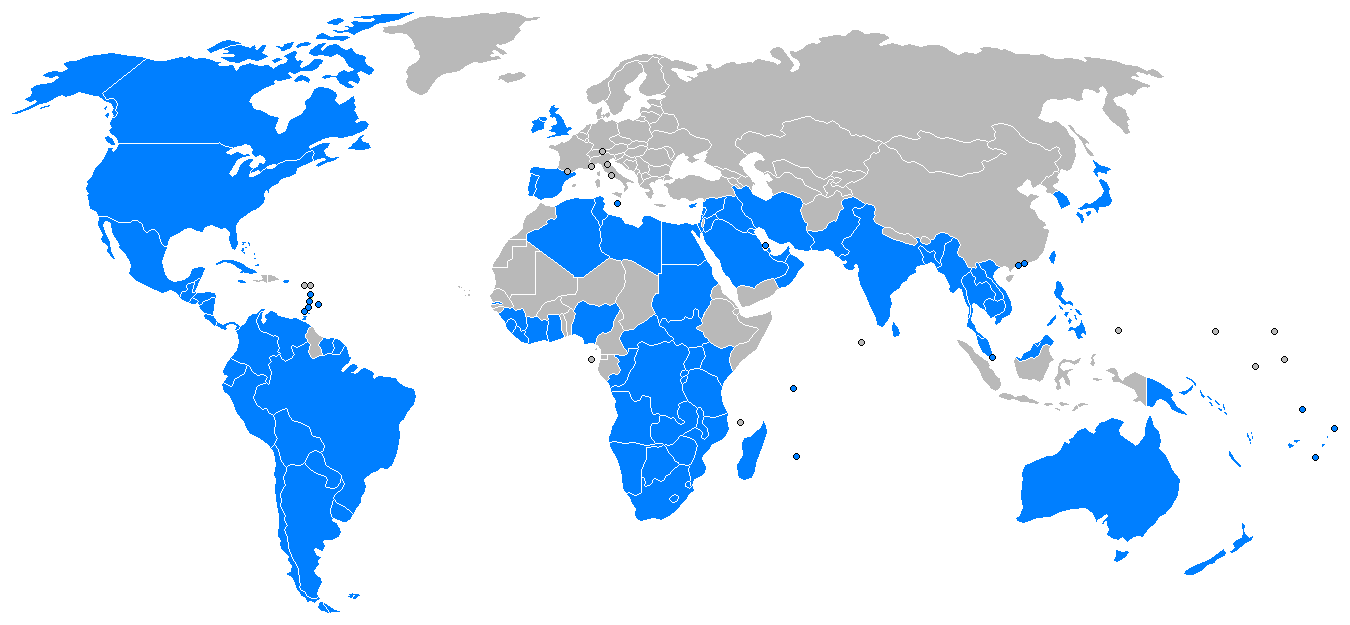
La Communion anglicane dans le monde, instrument d'unité entre les anglicans.

La « Communion anglicane » désigne l'ensemble des Églises anglicanes et épiscopaliennes (on dit « provinces ») en communion avec l'archevêque de Cantorbéry, présente dans 165 pays et comptant environ 85 millions de membres. La Communion anglicane, tout comme l'Église orthodoxe, est une communion d'Églises autocéphales, mais néanmoins interdépendantes. Bien que plusieurs églises anglicanes existent à travers le monde, comme c'est le cas pour l'Église catholique romaine (présente en France, en Espagne, etc.), ou encore pour l'Église orthodoxe (présente en Russie, en Serbie, etc.), il ne s'agit que d'une seule Église. Elles sont rassemblées dans la Communion anglicane, au sein de laquelle l'Église d'Angleterre et son primat, l'archevêque de Cantorbéry, ne jouissent que d'une primauté d'honneur. Ces Églises sont en pleine communion (doctrinale, spirituelle, épiscopale, sacramentelle).
La Communion anglicane compte 40 provinces ecclésiastiques qui sont autant d'églises interdépendantes. On y trouve :
- les églises historiques des îles britanniques (Angleterre, Pays de Galles, Écosse, et Irlande, cette dernière correspondant à toute l'île) ;
- des églises coïncidant avec le territoire d'un État (comme au Canada, ou en Ouganda) ;
- mais aussi des églises couvrant le territoire de plusieurs nations, comme celles de la province de l'océan Indien ou de la province d'Afrique centrale.

Il s'y ajoute cinq petites églises qualifiées d'extra-provinciales, qui sont directement rattachées au siège métropolitain de Cantorbéry.
Parmi toutes ces Églises, seule celle d'Angleterre possède encore un statut de religion d'État.
L'archevêque de Cantorbéry est nommé par une commission royale, les résultats étant ensuite présentés au premier ministre du Royaume-Uni agissant au nom du monarque, qui est ex officio le gouverneur de l’Église d'Angleterre.
Pour des raisons historiques, l'archevêque de Cantorbéry possède une forme de primauté d'honneur sur les autres évêques anglicans (Primus inter pares). Il n'exerce pour autant aucun pouvoir sur les églises sœurs de la Communion anglicane. Il est considéré comme le chef spirituel de la Communion anglicane et le garant de son unité (en précisant néanmoins que dans les faits, tant pour les anglicans que pour les orthodoxes, aucun homme/femme ne peut assumer le rôle de « garant de l'unité » ; seul le Saint-Esprit est le garant de l'unité visible et spirituelle du Corps du Christ qu'est l'Église).
Jusqu'au XXe siècle, les archevêques de Cantorbéry occupaient leur fonction jusqu'à leur décès. Depuis, il est devenu habituel qu'ils se retirent, parfois en suivant la limite d'âge de 72 ans commune aux évêques anglicans, parfois même auparavant. Les interventions des anciens archevêques de Cantorbéry, comme George Carey depuis 2003, ont souvent un certain impact dans le monde anglican. Elles sont aussi parfois critiquées comme mettant le titulaire actuel de la fonction en porte-à-faux.

### Les instruments d'unité
La Communion anglicane ne possède pas d'instance de gouvernement, puisque les églises qui la composent sont autonomes. Elle fonctionne avec plusieurs instances qui permettent la réunion de représentants des églises membres de la communion :
- la conférence de Lambeth ;
- le conseil consultatif anglican ;
- la conférence des primats anglicans ;
- l'office d'archevêque de Cantorbéry.

Ces instances assurent une forme de consultation et de collaboration, pour assurer le maintien d'une certaine unité en matière de doctrine et de discipline des sacrements. Avec l'archevêque de Cantorbéry, ces trois instances sont connues sous le nom d’instruments d'unité ou instruments de communion,,. Elles peuvent voter des résolutions, mais celles-ci n'ont pas de pouvoir canonique pour les églises membres.
Les rapports de force entre les trois « instruments de communion » ont évolué depuis leur création : le conseil consultatif anglican, dont la forme est la plus proche du fonctionnement synodal, a pris de plus en plus d'importance. Cette évolution est critiquée par certains primats qui y voient un outil de promotion d'un agenda libéral.

#### La conférence de Lambeth
La conférence de Lambeth réunit tous les évêques de la Communion sous la présidence de l'archevêque de Cantorbéry, ce qui lui confère un poids symbolique important. Elle se tient de façon décennale depuis 1867. La conférence passe des résolutions, qui, sans avoir de caractère canonique, ont en général une forte influence sur l'évolution de la Communion. C'est ainsi que les conférences de 1978 et 1988 ont entériné la possibilité pour certaines églises de la communion d'ordonner des femmes comme prêtres puis évêques. En 1998 est affirmé que « la pratique homosexuelle est incompatible avec l'Écriture », tandis que la conférence de 2008 voit les églises de la communion très divisées, de nouveau sur la question de l'homosexualité.

#### Le conseil consultatif anglican
Ce conseil assure depuis 1968 des réunions à intervalles de deux ou trois ans entre représentants des évêques, du clergé et des laïcs de toute la Communion. Il tend à prendre un rôle de plus en plus important.

#### La conférence des primats anglicans
La conférence des primats se réunit tous les deux-trois ans environ depuis 1978.
En février et avril 2010, deux primats anglicans ont fait savoir publiquement leur désaccord avec l'évolution des rapports de force entre les instruments de communion : ils accusent en effet le « Standing Committee » de la communion anglicane, émanation du conseil consultatif, de chercher à supplanter les autres instruments de communion pour promouvoir un agenda libéral au mépris des décisions de la conférence des primats.
L'incapacité des instances de la Communion à enrayer l'évolution libérale de l'Église épiscopalienne des États-Unis engendre des tensions importantes. Une ligne de fracture se dessine, qui voit les primats du Global South boycotter la conférence des primats de Dublin en 2011. Au total, plus du tiers des provinces de la Communion n'envoient pas de représentant.

### L'Anglican Use Society
Le rôle de cette organisation catholique est de soutenir l'Ordinariat anglican, d'évangéliser et de promouvoir l'Usage anglican au sein de l'Église catholique.

## Doctrine

### Statut et rôle du clergé

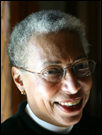
Barbara Harris, première femme évêque anglican (1980).

Les Églises anglicanes ont conservé les trois ministères de l'Église primitive, à savoir : diaconat, prêtrise et épiscopat. Suivant en cela l'usage des autres églises protestantes et orthodoxe, l'anglicanisme ne connaît pas le célibat sacerdotal : à la différence de la règle en vigueur dans l'Église catholique romaine, tous les ecclésiastiques ont le droit de se marier et d'avoir des enfants, que ce soit avant ou après leur ordination. Certains, notamment parmi ceux de tendance anglo-catholique, choisissent cependant de vivre leur ministère en s'engageant au célibat.
Dans la plupart des églises anglicanes, il est aussi possible pour des femmes d'être ordonnées prêtres et même évêques dans plus d'une vingtaine d'Églises de la Communion anglicane - aux États-Unis, en Angleterre, en Écosse, au Pays de Galles, en Irlande, au Canada, en Australie, au Mexique, au Japon, au Soudan, en Tanzanie, en Nouvelle-Zélande notamment. Le Synode Général de York en juillet 2008 a décidé par vote d'étendre cette capacité à l'Angleterre. Mais cette proposition a finalement été rejetée lors du vote du 20 novembre 2012. Elle est finalement acceptée lors du synode général de l'Église d'Angleterre, le 13 juillet 2014, ouvrant désormais le ministère épiscopal aux femmes. Cette mesure du synode a été ratifiée par le Parlement, signée par la Reine, et validée de nouveau par le synode général, réuni le 17 novembre 2014. Ainsi, le 26 janvier 2015 est consacrée évêque Libby Lane, première femme (devenue depuis évêque de Derby).

### Sacrements
Selon la doctrine fondatrice des Trente-neuf articles, les Églises anglicanes célèbrent deux sacrements : le baptême et l’Eucharistie, ainsi que cinq autres rites sacramentaux : la confirmation, le mariage, l’onction des malades, la confession et l’ordination. Seuls les premiers sont en effet réputés avoir été établis par le Christ lui-même et témoigner de l'adhésion pleine à la religion. L'éventail des positions doctrinales en matière de sacrements s'est élargi par la suite. Depuis le XIXe siècle, certains anglo-catholiques considèrent qu'il y a bien sept véritables sacrements.
C'est pourquoi une grande variété de positions doctrinales coexistent concernant l'Eucharistie. Certains anglicans considèrent l'Eucharistie comme un simple mémorial, d'autres adhèrent à une forme plus ou moins forte de présence réelle du Christ dans le pain et le vin, sachant que les Trente-Neuf articles repoussent explicitement la doctrine de la transsubstantiation, mais la plupart souscrivent à la présence spirituelle - présence en elle-même bien réelle comme le soulignent volontiers les théologiens calvinistes.
Le dimanche (et même en semaine), on célèbre l’eucharistie, selon la même structure que dans les autres Églises traditionnelles. Selon la tradition de l’Église primitive, les fidèles communient sous les deux espèces[réf. souhaitée].

### Liturgie

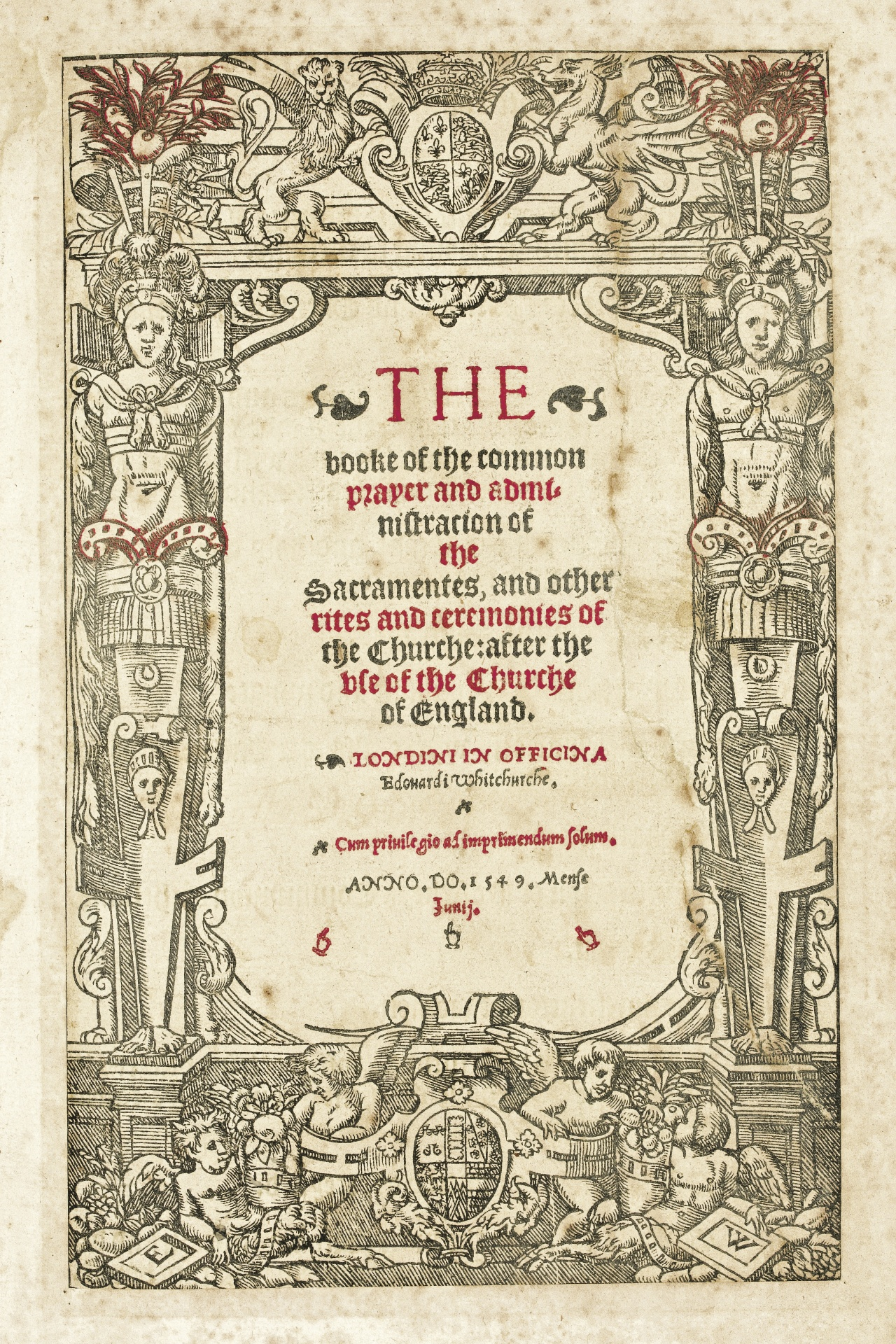
The Book of Common Prayer (1549).

La Communion anglicane ne possède pas de liturgie uniforme, cependant le Livre de la prière commune sert de référence commune. Depuis sa première édition en 1549 (une première version de 1544 était moins marquée par la Réforme), sous la présidence de l'archevêque de Cantorbéry Thomas Cranmer, il a subi de nombreuses révisions (notamment en 1559 et 1662), traductions et adaptations locales par les églises-sœurs.
Fait intéressant pour les francophones membres du Commonwealth ou encore représentants d’anciennes colonies anglaises, le Livre de la prière commune a été traduit en français en 1662 par le Jersiais Jean Le Vavasseur.
Les révisions du Livre de la prière commune peuvent avoir un impact important en matière de liturgie, mais aussi de doctrine. C'est ainsi que la révision de 1976 fut une des causes du mouvement anglican continué, schisme au sein de l'Église épiscopalienne des États-Unis.
Sous l'influence du mouvement liturgique, l'Église d'Angleterre a introduit en 1980 un concurrent au Livre de la prière commune, l’Alternative Service Book dont l'usage s'est rapidement répandu dans les paroisses, avant d'être lui-même remplacé à partir de 2000 par une série de livres intitulés Common Worship.
Des organisations anglicanes comme la Prayer Book Society promeuvent au contraire le maintien des livres liturgiques traditionnels, et prônent également le maintien de la doctrine anglicane originelle. Ils déplorent la marginalisation du Book of Common Prayer de 1662 et tentent d'y donner accès au plus grand nombre.
Parallèlement, certaines paroisses anglo-catholiques utilisent des traductions du missel romain convenablement adaptées : ce sont le missel anglais et le missel anglican. Certaines liturgies anglo-catholiques sont très proches de la forme actuelle du rite romain, ou de sa forme tridentine), voire du rite de Sarum antérieur à la Réforme.
Enfin, l'anglicanisme peut revêtir une forme culturelle plus adaptée par rapport à la langue anglaise dans les pays membres du Commonwealth, ou même au Canada où celui-ci se teinte de français, entre autres dans le diocèse anglican de Québec, ou encore en Chine où la langue locale s'affiche sur le site internet des diocèses.

### Tradition musicale anglicane

#### Histoire de la musique d'église anglicane
- Dans les années 1530, après la séparation d'avec l’Église catholique, la liturgie latine fut remplacée par des textes et des prières en anglais. Thomas Cranmer introduisit le Livre de la prière commune (Book of Common Prayer) en 1549[39],[40]. Ces changements se répercutèrent sur la musique religieuse, et les chants traditionnels latins furent d'abord chantés en anglais. Il s'ensuivit une période de grande créativité et la période Tudor produisit une abondance de musique destinée aux services religieux anglicans.
- Pendant le règne d'Élisabeth Ire, les musiciens de la Chapel Royal furent sollicités pour démontrer que la nouvelle religion, le protestantisme, n'avait rien à envier à l'ancienne, le catholicisme, en termes de magnificence et de grandeur ; parmi eux, on a retenu les noms de Thomas Tallis, de Robert Parsons et de William Byrd[41],[42].
- Lors de la guerre civile anglaise, l'influence des puritains devint prédominante dans l’Église d'Angleterre. La musique d'église adopta alors un style plus simple. Sous la Restauration Stuart (à partir de 1660), la musique baroque anglaise fut introduite dans les services religieux, avec des accompagnements par des instruments à cordes et à vent. Fin XVIIe siècle, le compositeur Henry Purcell, qui fut organiste à la fois de la Chapel Royal et de l'Abbaye de Westminster, écrivit de nombreux hymnes et musiques d'accompagnement des services religieux.
- Pendant l'époque georgienne, Georg Friedrich Haendel fut un compositeur de première importance (et resté de confession luthérienne), à l'origine de tout un répertoire d'hymnes et de cantiques, bien qu'il n'ait jamais tenu de poste dans l'église[40].
- Vers 1839, un renouveau de la musique chorale survint en Angleterre, en partie alimentée par le Mouvement d'Oxford, qui voulait que l'église anglicane revienne à des pratiques liturgiques issues du catholicisme (voir paragraphe ci-après). Parmi les compositeurs actifs à cette époque, on trouve Samuel Sebastian Wesley, Charles Villiers Stanford. Le répertoire anglican actuel a conservé bon nombre des œuvres grandioses pour chœur et orgue dues aux musiciens de la fin du XIXe siècle et du début du XXe siècle tels que Thomas Attwood Walmisley, Charles Wood, Thomas Tertius Noble, Basil Harwood et George Dyson.

#### Chant traditionnel de type grégorien
- Le premier livre de chant anglican The Book of Common Praier noted, publié en 1550, est dû à un compositeur important à l'époque, John Merbecke[43], qui mêle des chants issus du répertoire grégorien à ses propres œuvres. Le musicien adopte des chants syllabiques, tels ceux de Martin Luther, mais conserve la notation musicale en neumes. Les mélodies de chant grégorien y sont reconnaissables, mais dénaturées, par exemple ce Sursum corda (version anglicane, en anglais, 1550).
- À la suite des révisions successives du Book of Common Prayer, le recueil de chants de Merbecke est abandonné. Puis, au XVIIe siècle, l'usage du plain-chant disparaît complètement sous l'influence des anglicans de tendance calviniste[44].
- Dans les années 1840, l'ancienne tradition est redécouverte par le mouvement d'Oxford : c'est ainsi que le livre de Merbecke et ses chants issus du grégorien sont réintroduits dans la liturgie anglicane. Toutefois, la plupart des diocèses chantent ces hymnes avec un accompagnement à l'orgue ou une harmonisation à quatre voix, à la place du chant monodique — ce dernier étant trop simpliste pour être accepté par les fidèles[44].

### Œcuménisme et accords d'intercommunion
La Communion anglicane est très engagée dans l'œcuménisme dont elle est un des acteurs importants depuis le début du XXe siècle. Ses positions doctrinales lui permettent en effet de prétendre au rôle de « pont » entre catholiques et protestants. Les églises anglicanes font notamment partie du Conseil œcuménique des Églises.

#### Relations avec l’Église catholique
Après les conversations de Malines des années 1920 qui sont restées sans lendemain, le dialogue a repris depuis 1967 avec l'Église catholique romaine dans le cadre de la Commission internationale anglicane-catholique romaine. Ce dialogue a été favorisé par les premiers contacts entre les papes et archevêques de Cantorbéry et la publication du décret sur l'œcuménisme Unitatis Redintegratio lors du concile œcuménique Vatican II. Il y est en effet affirmé que « Parmi celles qui gardent en partie les traditions et les structures catholiques, la Communion anglicane occupe une place particulière ».
Les Églises anglicanes se disent à la fois catholiques et réformées, et l'anglicanisme a souvent été présenté comme une via media entre le catholicisme romain et le protestantisme. Elles se présentent comme des Églises catholiques non romaines, parce qu'elles se veulent en continuité avec la Tradition (ainsi la patristique est très développée dans le monde anglican) et affirment avoir conservé la succession apostolique. L'Église orthodoxe du patriarcat œcuménique de Constantinople a reconnu la validité de la succession apostolique en 1922 ; cependant, d'autres patriarcats, comme celui de Russie, ne sauraient reconnaître une quelconque succession apostolique, en outre par le fait de l'ordination épiscopale de femme, depuis janvier 2015. L'Église catholique romaine ne leur reconnaît pas cette qualité : ainsi par la lettre apostolique apostolicae curae le pape Léon XIII déclare en 1896 « nulles et sans valeur » les ordinations anglicanes (doctrine confirmée par le motu proprio Ad tuendam fidem en 1998). Les archevêques de Cantorbéry et d'York ont donné leur réponse dans saepius officio. Pour autant, lors du concile Vatican II est affirmée la « place particulière » des Anglicans, « qui gardent en partie les traditions et les structures catholiques ».

#### Relations avec le luthéranisme
Plus récemment, en 1992, est formée la communion de Porvoo réunissant douze églises anglicanes et luthériennes (à structure épiscopale) d'Europe. Malgré la profondeur du lien d'intercommunion, et la possibilité qui leur a été donnée d'assister et de voter lors des conférences de Lambeth, les églises concernées par ces accords restent des entités distinctes de la Communion anglicane.

#### Relations avec les autres églises
Avec certaines églises, les accords sont allés jusqu'au stade de la pleine communion doctrinale et sacramentelle. C'est le cas de l'Église d'Angleterre et l'Église vieille-catholique depuis l'Accord de Bonn de 1931, accords qui ont progressivement été étendus à toute la Communion anglicane. L'Église malankare Mar Thoma, de tradition syriaque, est elle aussi en pleine communion avec la Communion anglicane.

#### Évolutions récentes
Les évolutions récentes au sein des églises de la Communion anglicane ont eu un impact négatif sur les relations œcuméniques. Ainsi, les travaux de la commission anglicane-catholique romaine ont subi un arrêt à la suite de l'introduction de l'ordination des femmes par l'Église d'Angleterre en 1993 puis de l'élection d'un évêque homosexuel à la tête du diocèse épiscopalien du New Hampshire en 2003. En septembre 2010, l'Église orthodoxe de Russie, qui avait auparavant rompu le contact avec les églises anglicanes des États-Unis et de Suède, a menacé de mettre fin au dialogue avec la Communion anglicane, dénonçant le « libéralisme et le relativisme » prévalant dans certaines églises, et l'introduction de l'ordination de femmes.

## Les symboles de l'anglicanisme

Le drapeau de la Communion anglicane.

### Le drapeau de la Communion anglicane
Adopté en 1954, le drapeau de la Communion anglicane est un symbole de l'anglicanisme.

La croix de Cantorbéry est un symbole utilisé par l'anglicanisme.

### La croix de Cantorbéry
La croix de Cantorbéry est le symbole de l'Anglican Use Society.

## Diversité et risques de rupture

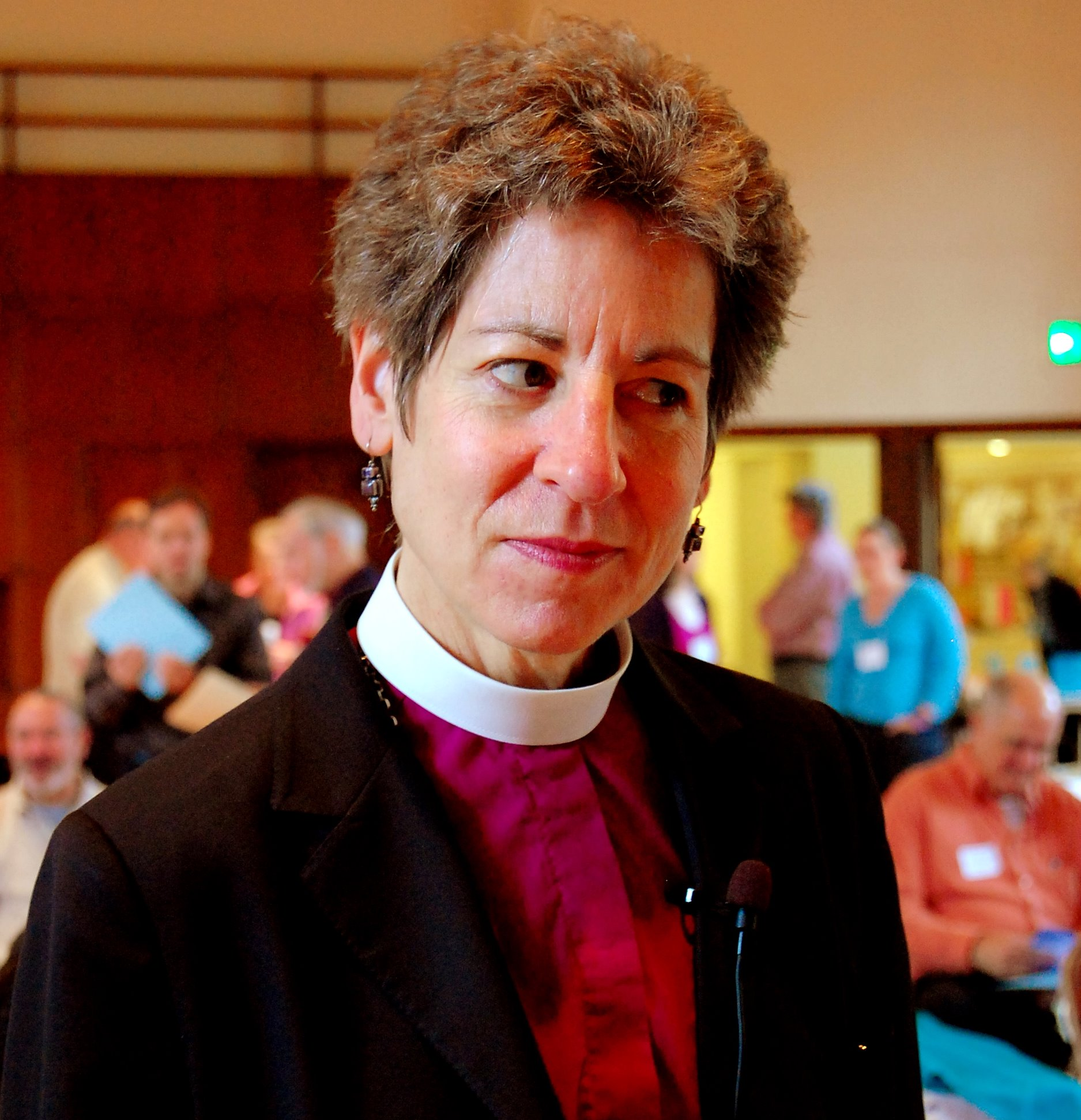
Katharine Jefferts Schori, évêque président de l'Église épiscopalienne des États-Unis, est la première femme primat de la Communion. Plusieurs initiatives de son église ont menacé l'unité de l'anglicanisme.

Les ruptures contemporaines, liées à la montée en puissance du courant libéral, ont éclaté une première fois au jour avec la question des ordinations de femmes : les premières ordinations ont eu lieu dès 1974 dans certaines provinces. Des groupes de fidèles ont alors fondé leurs propres églises dissidentes qui se sont retirées de la Communion anglicane. Ce phénomène, qualifié de mouvement anglican continué puisque ces églises se veulent les fidèles continuatrices de la tradition anglicane, a vu l'émiettement progressif des églises concernées, puis des tentatives de réunion, notamment avec la fédération de la plupart d'entre elles dans la Communion anglicane traditionnelle en 1991.
Dans l'Église d'Angleterre, une solution originale a été trouvée avec la possibilité pour les paroisses rejetant l'ordination des femmes de bénéficier de mesures de sauvegarde et de demander l'assistance pastorale ou sacramentelle d'un visiteur épiscopal provincial (souvent appelé flying bishop, évêque volant), évêque ne prenant pas part à de telles ordinations. Avec l'acceptation du principe de la nomination d'évêques femmes depuis la conférence de Lambeth en juillet 2008, l'extinction de ce régime d'exception est envisagée pour le synode général de 2010.
Une cause de division nouvelle est celle de l'acceptation de la bénédiction des couples homosexuels ou de l'ordination d'homosexuels. Sur ce point, la crise est ouverte depuis l'ordination d'un pasteur vivant ouvertement une relation homosexuelle stable, Gene Robinson, comme évêque du New Hampshire en 2003 par l'Église épiscopalienne des États-Unis. Elle a conduit à un certain nombre de changements d'obédience par des paroisses et des diocèses qui tout en voulant rester dans la Communion anglicane, se sont mis sous la juridiction de provinces plus conservatrices.
Ce mouvement de réalignement culmine à partir de 2008, où des structures semi-dissidentes émergent au sein de la Communion. En effet, en réponse à l'affaiblissement moral dénoncé par les Anglicans conservateurs (et leurs évêques venant le plus souvent d'Afrique, d'Océanie et d'Amérique du Sud), environ 150 évêques sur 800 ont choisi de boycotter la conférence de Lambeth de 2008. Un contre-synode tenu à Jérusalem, la conférence GAFCON, réunit 300 évêques. Le mouvement s'est installé dans la durée avec la formation de la Fraternité des anglicans confessants (Fellowship of Confessing Anglicans) qui s'est dotée de son propre conseil de Primats. De la même façon, lors de la conférence des primats de Dublin en 2011, plus du tiers des provinces de la Communion n'envoient pas de représentant.

### L'attraction du catholicisme
Au XIXe siècle, la proximité doctrinale entre une partie des anglicans adeptes du mouvement d'Oxford et l'Église catholique a provoqué un certain nombre de conversions, à l'image de John Henry Newman et de Henry Edward Manning.
Avec l'évolution doctrinale de l'anglicanisme à la fin du XXe siècle et au début du XXIe siècle, de nouvelles conversions ont lieu. La spectaculaire conversion de l'ancien Premier ministre Tony Blair, ou des évêques anglicans de Londres, de Chichester et auxiliaire de Newcastle, ou encore, fin 2019, de Gavin Ashenden, évêque anglican et ancien aumônier de la reine Élisabeth II sont, de leur propre aveu, très majoritairement consécutives aux divisions sur le mariage homosexuel, l'ordination des femmes et des homosexuels en tant que prêtres au sein de l'Église d'Angleterre.
Le 9 novembre 2009, le Vatican a publié une Constitution apostolique, signée par Benoît XVI le 4 novembre précédent, intitulée Anglicanorum Coetibus (« Des groupes d'anglicans »). Elle prévoit que les prêtres anglicans qui se rallieraient à Rome bénéficieront d'un ordinariat personnel leur permettant de conserver leurs traditions, notamment liturgiques, au sein de l'Église catholique.

## Les fêtes, rites et autres éléments chrétiens conservés par l'anglicanisme
Les principaux éléments de la chrétienté conservés par l'anglicanisme sont,[réf. non conforme] :

### Fêtes principales
- Épiphanie
- Présentation du Christ
- L'Annonciation
- Pâques
- L'Ascension
- Pentecôte
- Fête de la Sainte-Trinité
- Toussaint
- Noël

### Principaux jours saints
- Mercredi des Cendres
- Jeudi saint
- Vendredi saint